# Agnieszka Gałuszka
Agnieszka Gałuszka (ur. 1975 w Kielcach) – polska biogeochemiczka, profesor nauk farmaceutycznych, prorektor Uniwersytetu Jana Kochanowskiego w Kielcach (2020–2024). 

## Życiorys
Studiowała ochronę środowiska na Wydziale Matematyczno-Przyrodniczym Katolickiego Uniwersytetu Lubelskiego (1999). W 2002 na Uniwersytecie Wrocławskim uzyskała stopień doktora na podstawie rozprawy pt. „Charakterystyka geochemiczna skał, gleb i biowskaźników roślinnych w wybranych ekosystemach Gór Świętokrzyskich” (promotor – Zdzisław Migaszewski). W 2008 habilitowała się na podstawie dorobku naukowego, w tym dzieła „Naturalne i antropogeniczne pochodzenie substancji chemicznych w środowisku przyrodniczym na podstawie badań geochemicznych w ekosystemach leśnych”. W 2014 otrzymała tytuł profesora nauki o Ziemi.
W 1999 rozpoczęła pracę w Instytucie Chemii Akademii Świętokrzyskiej w Kielcach (obecnie Uniwersytet Jana Kochanowskiego w Kielcach). Pełniła liczne funkcje na uczelni, m.in. kierowniczki Zakładu Geochemii i Ochrony Środowiska (2012–2019), Zakładu Chemii Analitycznej i Geochemii Środowiska (od 2019) oraz prorektor ds. nauki (kadencja 2020–2024).
Jest współautorką m.in. trzech podręczników akademickich oraz słownika tematycznego polsko-angielskiego/angielsko-polskiego. Wypromowała dwoje doktorów.
Zainteresowania naukowe Gałuszki obejmują geochemię środowiska, szczególnie badania pierwiastków śladowych jako składników zanieczyszczeń w różnych elementach środowiska przyrodniczego – wodach, skałach, glebach, roślinach; oznaczanie pierwiastków śladowych i trwałych izotopów ołowiu w próbkach środowiskowych techniką spektrometrii mas z plazmą wzbudzoną indukcyjnie (ICP-MS); zielona chemia analityczna, mineralogia i petrologia.
Poza działalnością zawodową para się także malarstwem, fotografią i poezją.

## Publikacje
- Agnieszka Gałuszka, Zdzisław Migaszewski: Zarys geochemii środowiska. Kielce: Wydawnictwa Akademii Świętokrzyskiej, 2003, s. 339. ISBN 83-7133-807-4.
- Agnieszka Gałuszka, Zdzisław Migaszewski: Podstawy geochemii środowiska. Warszawa: Wydawnictwa Naukowo-Techniczne, 2007, s. 574. ISBN 978-83-204-3223-7.
- Agnieszka Gałuszka, Zdzisław Migaszewski: Słownik angielsko-polski, polsko-angielski : geologia. Warszawa: Wydawnictwo Naukowe PWN, 2010, s. 499. ISBN 978-83-01-16296-2. (pol. • ang.).
- Agnieszka Gałuszka, Zdzisław Migaszewski: Geochemia środowiska. Warszawa: Wydawnictwo Naukowe PWN, 2016, s. 637. ISBN 978-83-01-18677-7.

Tłumaczenia
- J. N. B. Bell, M. Treshow: Zanieczyszczenie powietrza a życie roślin. Agnieszka Gałuszka, Zdzisław Migaszewski (tł.). Warszawa: Wydawnictwa Naukowo-Techniczne, 2004, s. 526. ISBN 83-204-2947-1.